# Rudolf av Österrike

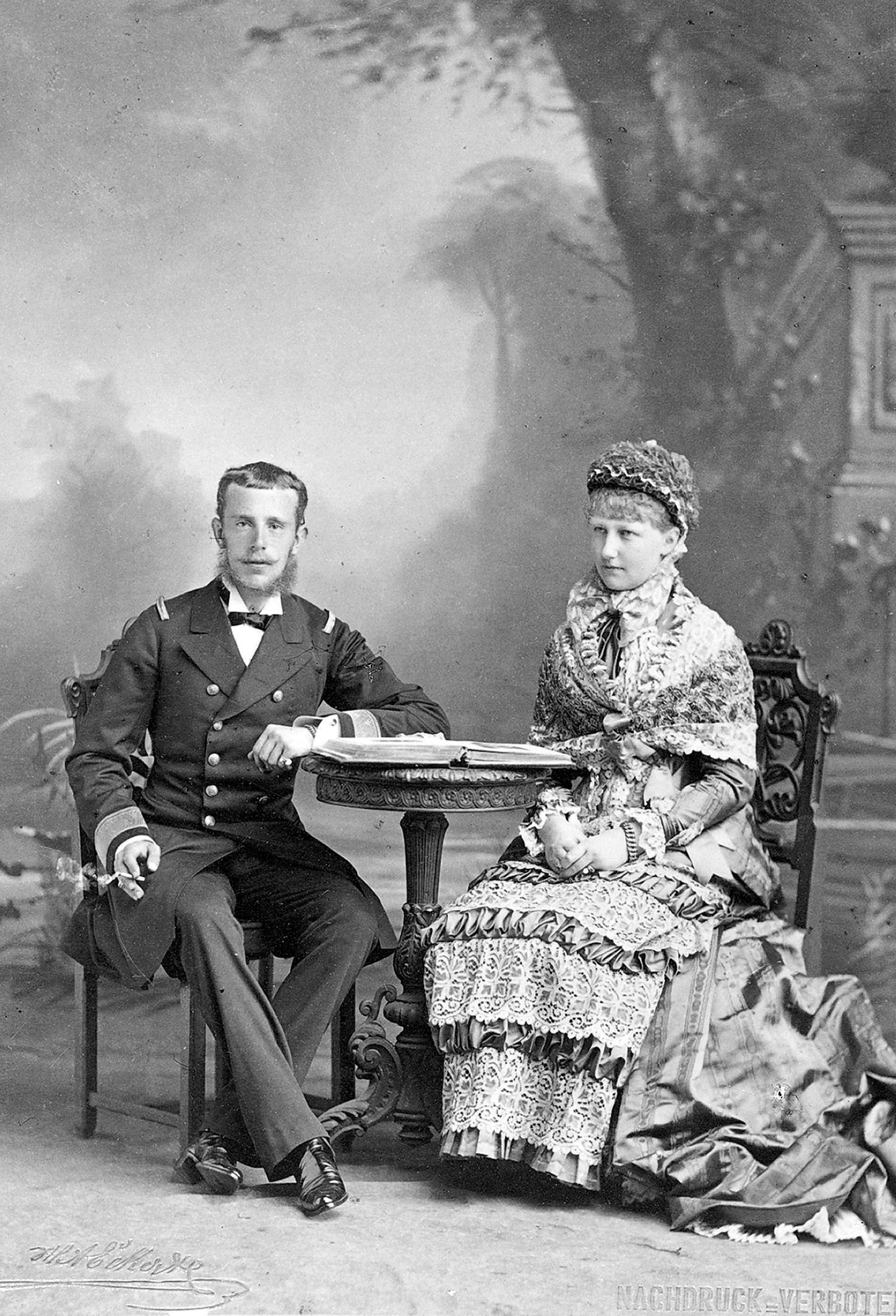
Rudolf med maka Stephanie

Rudolf, född 21 augusti 1858 på slottet Laxenburg, död 30 januari 1889 (självmord) på jaktslottet Mayerling, var ärkehertig och kronprins av Österrike.

## Biografi
Rudolf var ende sonen till kejsar Frans Josef av Österrike och Elisabeth, född hertiginna i Bayern. Rudolfs födelse var en dag av glädje i Österrike - hans far Frans Josef hade sedan tidigare två döttrar, och nu sköts kanonsalut 101 skott eftersom en son och tronarvinge var född.
Han fick en omsorgsfull men pressande utbildning. Hans fars dröm var att han skulle bli en hårdför soldat; när han knappt lärt sig gå sändes han ut på krävande marscher och som tvååring placerades han på en trähäst för att inspektera trupper. Han skickades sedan på hårdträning men till sin fars besvikelse var Rudolf ett magert och klent barn, som ofta låg nedbäddad.
Med åren blev Rudolf fritänkare och kom i opposition mot sin far, som höll honom tillbaka från allt politiskt inflytande. Han kunde inte heller vända sig till sin mor, som hatade det rigida hovlivet i Wien och mestadels befann sig på resande fot. Rudolf kom istället att välja ett liv i sus och dus på krogarna i Wien där han under ständigt alkoholrus tillbringade nätterna med okända kvinnor. Han drabbades av en könssjukdom, och ordinerades av hovläkarna morfin som smärtstillande medel.
Den 30 januari 1889 utspelade sig Mayerlingdramat på jaktslottet Mayerling utanför Wien. Enligt rapporterna tog Rudolf då sitt liv efter att först ha skjutit ihjäl sin älskarinna, den blott sjuttonåriga Marie Vetsera. Den officiella versionen av dramat har dock ifrågasatts, och det finns misstankar om att det unga paret mördades. Nya rön har bland annat visat att skadorna på Vetseras kranium tyder på att hon slagits ihjäl och inte skjutits.
Efter kronprinsens död fann läkarna svåra förändringar i hans hjärna till följd av missbruket.

## Familj
Rudolfs far ansåg att Rudolf skulle gifta sig ståndsmässigt, och den 10 maj 1881 blev han bortgift med Stephanie av Belgien, dotter till Leopold II av Belgien. De två hade aldrig träffats innan bröllopsdagen. De tillbringade sin bröllopsnatt i den kejserliga familjens sommarresidens, slottet Laxenburg, som stått övergivet i flera år och som saknade alla bekvämligheter. I sin dagbok skrev den blott 17-åriga Stephanie om sin bröllopsnatt bland annat: "Vilken natt! Vilken avsky! ... man hade fört mig fram till altaret som ett aningslöst barn."
Stephanie var strängt uppfostrad och van vid att lyda - enligt sin svärfar "den perfekta hustrun".
Rudolf hade under äktenskapet otaliga kärleksaffärer och missbrukade morfin. Bland de unga kvinnor som trånade efter den österrikiske tronarvingen fanns baronessan Marie Vetsera. De träffades i smyg. Det var ingen skir romans - egentligen sökte bara Rudolf efter en vacker kvinna som var villig att följa honom i döden. Gång efter gång föreslog han sin favoritälskarinna Mitzi Kaspar om denna ynnest, men hon sade nej. Han bad även sin hustru om samma sak, men även hon nekade.
Rudolf smittade sin unga hustru med gonorré, vilket gjorde henne steril.
Barn:
- Elisabeth (1883-1963) gift med 1) furst Otto zu Windisch-Graetz (1873-1952) (skilda 1924), 2) Leopold Petznek (1881–1956)

## Utmärkelser
- Storkors av Leopoldorden,  1880
- Riddare av Gyllene skinnets orden
- Annunziataorden
- Kungliga Serafimerorden
- Hedersdoktor vid Wiens universitet[7]
- Storkorsriddare av Italienska kronorden
- Elefantorden
- Strumpebandsorden
- Svarta örns orden
- Andreasorden
- Sankt Stefansorden
- Riddare av Sankt Mauritius och Sankt Lazarusorden

[Redigera Wikidata]

## Populärkultur
Mayerlingdramat och Rudolfs livshistoria har skildrats flera gånger på film, TV-drama samt som musikal.
I filmen Illusionisten är karaktären kronprins Leopold (spelad av Rufus Sewell) baserad på Rudolf.